# Лаура Брем
Лаура Брем (англ. Laura Brehm; 15 серпня 1990 року) — американська співачка і автор пісень.

## Діяльність 2012
4 травня 2012 року Брем завантажила свої пісні The Sunrise і Fall In Love на свій YouTube канал . Пісні були випущені в 2010 році на LP Dreams. Пісні продюсував Нік Кокоцелла. У цей самий день вона також завантажила свою пісню "Cosmic Gravity [Архівовано 27 лютого 2020 у Wayback Machine.]", яка була випущена в 2011 році і спродюсувала її сама.

27 квітня 2013 року вона випустила пісню "Kiara" [Архівовано 2 лютого 2021 у Wayback Machine.] || у співпраці з Muzzy. Пісня "One Future" [Архівовано 11 лютого 2021 у Wayback Machine.] була випущена 8 листопада 2013 року в співпраці з артистом Trance Crafter. З 1 січня 2014 року Брем випустила пісню "Transformation" [Архівовано 27 лютого 2020 у Wayback Machine.] з Rameses B. Пісня також була випущена на музичному лейблі Monstercat.

## Діяльність 2014
28 лютого 2014 року Лаура знову завантажила одну зі своїх старих пісень "Waking Dream [Архівовано 27 лютого 2020 у Wayback Machine.]s" у співпраці з  Two Thirds. Пісня була випущена на лейблі Monstercat ще в 2012 році. Також вона випустила пісню "Love Will Carry Us [Архівовано 27 лютого 2020 у Wayback Machine.]" у співпраці з Ecotek і Джеймсом Егбертом. Пісня була випущена лейблом  Xtravaganza в 2012 році. 1 березня 2014 року Лаура завантажила пісню "I Remember You [Архівовано 17 березня 2020 у Wayback Machine.]" разом Danilo Garcia, яка була випущена на лейблі  Braslive Records в 2012 році. Проте офіційне відео з'явилося лише три роки по тому, (21 квітня 2017 року). Відео було відредаговано студією  Zerosun Creative. Також 1 березня вийшла пісня разом з Diamond Sky та Elliot berger. Пісня входила в збірку "Spotlight"(2013 року.)
А пісня «Pure Sunlight була реалізована» 28 мая 2014 року в разом з FijiWiji та AgNO3. 

## Діяльність 2015
Брем розпочала  2015 рік з пісні "Pressure [Архівовано 27 лютого 2020 у Wayback Machine.]" разом (Дрейпером). Пісня в жанрі EDM та також була випущена на лейблі Monster Cat
22 червня 2015 року вона випустила свій перший EP під назвою |Future Holds| у співпраці з Evoke. EP складається з пісень "Weightless [Архівовано 27 лютого 2020 у Wayback Machine.]", "Future Holds [Архівовано 27 лютого 2020 у Wayback Machine.]" і "Serenity [Архівовано 27 лютого 2020 у Wayback Machine.]"
7 серпня 2015 року Лаура завантажила пісню "Ghost Spores [Архівовано 27 лютого 2020 у Wayback Machine.]" у співпраці з Varien, яка є частиною  альбому |The Ancient & Arcane|. Як і більшість її пісень, доступні на ютуб каналі Monstercat. Також не менш відома пісня "We won’t be alone [Архівовано 3 червня 2020 у Wayback Machine.]" доступна на Monstercat. Реліз цього синглу відбувся 25 вересня 2015 року.
7 листопада Лаура Брем разом з копмозитором TheFatRat випустили свою пісню "Monody [Архівовано 8 квітня 2017 у Wayback Machine.]". Реліз цієї пісні відбувся на лейблі  MrSuicideSheep.

## Діяльність 2016
18 лютого 2016 року Brehm випустила свою пісню в співпраці з Vulpey під назвою "Heartstrings [Архівовано 24 серпня 2020 у Wayback Machine.]".Пісня була випущена спеціально до дня Святого Валентина. 31 березня 2016 року TheFatRat  та Брем випустили ще одну пісню у співпраці назвою "The Calling [Архівовано 14 серпня 2017 у Wayback Machine.]".
9 серпня 2016 року Брем випустила свою пісню "Strange Love [Архівовано 24 листопада 2020 у Wayback Machine.]" як синг зі свого альбому Everything Has An End. 7 вересня, Брем разом з  Робом Гассером випустили сингл "Vertigo [Архівовано 28 лютого 2020 у Wayback Machine.]" на YouTube каналі лейблу NoCopyrightSounds.

## Діяльність 2017
Брем розпочала 2017 рік з синглу "Losing You" [Архівовано 1 липня 2017 у Wayback Machine.] у співпраці з Ephixa. 13 лютого 2017 року вона завантажила пісню "Light Up the Stars" у співпраці з James Egbert . Пісня є частиною EP Egbert-а  і була випущена на лейблі Fuzion Muzik. Через день, вона випустила ще одну пісню з 2012 року “Watching The Clock [Архівовано 27 листопада 2012 у Wayback Machine.]”. 25 лютого 2017 року вона випустила  спільну роботу з композитором Draper під назвою All I See. 26 лютого 2017 року Брем завантажила пісню "I will not". Реліз відбувся Mixmash Records з 2016 року. 30 червня 2017 року його випустила пісню "Parallel" [Архівовано 27 лютого 2020 у Wayback Machine.], яку також можна знайти на Electric Birds Record.
28 липня 2017 року його випустила свій другий EP під назвою |Breathe|, що складається з пісень "Awake & Dreaming [Архівовано 21 листопада 2020 у Wayback Machine.]", "Breathe [Архівовано 22 лютого 2020 у Wayback Machine.]" і "Dance of Love [Архівовано 14 грудня 2020 у Wayback Machine.]".
Пісня Daylight була випущена 22 серпня 2017 року співробітництво з IMLAY. Пісня є частиною альбому IMPLAY-s EP.
27 жовтня 2017 року його випустила пісню DejaVu разом з Ephixa. У той же день з'явилася пісня Ocean Blue з WRLD. Цей сингл входить в альбом EP Endless Dreams WRLD. Реліз відбувся на Heroic Recordings.

## Діяльність 2018
23 березня 2018 року TheFatRat опублікував 3-е співпраця з Brehm під назвою MAYDAY.

## Діяльність 2019
8 березня 2019 року TheFatRat опублікував четверте співпрацю з Brehm під назвою Chosen

## Колаборації
| Рік  | Релізи                                           |
| ---- | ------------------------------------------------ |
| 2012 | Waking Dreams (feat. TwoThirds)                  |
| 2012 | Love Will Carry Us (feat. Ecotek & James Egbert) |
| 2012 | I Remember You (feat. Danilo Garcia)             |
| 2012 | Light Up the Stars (feat. James Egbert)          |
| 2012 | Watching The Clock (feat. Approaching Nirvana)   |
| 2012 | Dreams (feat. Rogue)                             |
| 2013 | Kiara \|\| (feat. Muzzy)                         |
| 2013 | One Future (feat. TranceCrafter)                 |
| 2013 | Diamond Sky (feat. Elliot Berger)                |
| 2013 | Suppressant (feat. yh)                           |
| 2013 | Snowfall (feat. Approaching Nirvana)             |
| 2013 | Eye of the Storm (feat. Tut Tut Child)           |
| 2014 | Transformations (feat. Rameses B)                |
| 2014 | Pure Sunlight (feat. Mr FijiWiji & AgNO3)        |
| 2014 | Valkyrie (feat. Varien)                          |
| 2015 | Pressure (feat. Draper)                          |
| 2015 | Ghost Spores (feat. Varien)                      |
| 2015 | We Won’t Be Alone (feat. Feint)                  |
| 2015 | Monody (feat. TheFatRat)                         |
| 2015 | Epiphany (feat. Glimpse)                         |
| 2015 | Valkyrie \|\|\|: Atonement (feat. Varien)        |
| 2016 | Heartstrings (feat. Vulpey)                      |
| 2016 | Falling (feat. AK & Brenton Mattheus)            |
| 2016 | The Calling (feat. TheFatRat)                    |
| 2016 | Strange Love (feat. Bustre)                      |
| 2016 | Summer Never Ends (feat. Anna Yvette)            |
| 2016 | Vertigo (feat. Rob Gasser)                       |
| 2016 | Melancholy (feat. REZZ)                          |
| 2016 | Words (feat. Feint)                              |
| 2016 | All I See (feat. Draper)                         |
| 2016 | Won’t You (feat. Kross)                          |
| 2016 | Mortals (feat. Warriyo)                          |
| 2017 | Losing You (feat. Ephixa)                        |
| 2017 | Daylight (feat. IMLAY)                           |
| 2017 | Deja Vu (feat. Ephixa)                           |
| 2017 | Ocean Blue (feat. WRLD)                          |
| 2017 | Believe (feat. Elliot Berger)                    |
| 2018 | MAYDAY (feat. TheFatRat)                         |
| 2018 | Twilight Zone (feat. Rameses B)                  |
| 2018 | End of Time (feat. Arc North and Rival)          |
| 2019 | Chosen (feat. TheFatRat & Anna Yvette)           |
| 2019 | Solace (feat. Feint)                             |
| 2020 | We'll Meet Again (feat. TheFatRat)               |

## Ресурси
https://de.wikipedia.org/wiki/Laura_Brehm [Архівовано 21 березня 2020 у Wayback Machine.] перекладено 